# Robert Stack
Pour les articles homonymes, voir stack.
Charles Stack, dit Robert Stack, est un acteur, sportif et animateur de télévision américain, né le 13 janvier 1919 et mort le 14 mai 2003 en Californie, aux États-Unis.
En plus de ses rôles dans une quarantaine de longs métrages, il est notamment connu pour son rôle dans la série télévisée d'ABC-TV Les incorruptibles (1959 à 1963), pour laquelle il a remporté l'Emmy Award 1960 du meilleur acteur dans une série dramatique, et a animé plus tard Unsolved Mysteries (1987-2002).
Il a également été nommé pour l'Oscar du meilleur second rôle masculin pour sa prestation dans le film Écrit sur du vent (1956).

## Biographie

### Origine
Robert Stack est né Charles Langford Modini Stack à Los Angeles, en Californie, mais son prénom, choisi par sa mère, est changé en Robert par son père. Il est notamment d'origine italienne par sa grand-mère, Marina Perrini, qui était cantatrice à la Scala de Milan.

### Jeunesse
Ses parents divorcent quand il a un an. Il est alors élevé par sa mère, Mary Elizabeth Wood, cantatrice. Son père, James Langford Stack, riche propriétaire d'une agence de publicité, ré-épouse plus tard sa mère. Il meurt quand Robert Stack a dix ans.
Il passe sa prime enfance en France. Il parle alors le français et l'italien et n'apprend l'anglais qu'après son retour à Los Angeles, à l'âge de sept ans. Il a toujours parlé de sa mère avec amour et le plus grand respect. Quand il collabore avec Mark Evans sur son autobiographie, Straight Shooting, il y inclut une photo de lui et de sa mère qu'il avait sous-titrée "Moi et ma femme préférée".
Son grand-père était un chanteur d'opéra du nom de Charles Wood, connu sous le nom de Modini qui sera un des prénoms donné à Robert.
Entre quinze et vingt ans, il acquiert une petite renommée en tant que sportif. C'est un joueur de polo et un tireur sportif passionné. Lui et son frère remportent les championnats internationaux de moteur hors-bord, à Venise, en Italie, tandis qu'il devient, à 16 ans, membre de l'All-American Skeet Team (ball-trap). Il obtient deux records mondiaux de tir au pigeon d'argile et devient champion national. En 1971, il est intronisé au National Skeet Shooting Hall of Fame.

### Carrière
Robert Stack a pris des cours de théâtre au Bridgewater State College. Sa voix grave et sa beauté attirent des producteurs d'Hollywood. Lorsque Stack visite les Studios Universal à 20 ans, le producteur Joe Pasternak lui offre ainsi une occasion d'entrer dans l'entreprise. Stack se rappelle : « Il a dit : « Comment vous aimez être dans les films ? Nous allons faire un test avec Helen Parrish, une petite scène d'amour »". Helen Parrish était une belle fille. « Hééé, ça me botte ! », lui ai-je dit. J'ai pris le rôle ».
Le premier vrai film de Stack est First Love (1939), où il fait équipe avec Deanna Durbin ; ce film fait l'objet d'une intense agitation médiatique avant même son tournage, étant le premier où l'actrice, incarnation de l'adolescente idéale et mondialement célèbre à l'époque, doit y recevoir son premier baiser à l'écran. L'heureux élu, devenu soudain célèbre, est salué pour son rôle suivant, The Mortal Storm (1940), réalisé par Frank Borzage et mettant en vedette Margaret Sullavan et James Stewart. Stack y joue un jeune homme qui rejoint le parti nazi.
Dans sa jeunesse, Stack a mentionné qu'il avait le béguin pour Carole Lombard, et est apparu avec elle dans Jeux dangereux (1942). Il a reconnu qu'il était terrifié d'entrer dans ce rôle, mais s'est dit redevable à l'actrice, reconnue pour son humilité et sa gentillesse, de lui avoir donné de nombreux conseils sur la manière de jouer et d'avoir été son mentor, qui périt malheureusement dans un accident d'avion peu de temps avant la sortie du film.
Au cours de la Seconde Guerre mondiale, Stack sert comme instructeur d'artillerie dans la Marine des États-Unis. Il continue parallèlement sa carrière cinématographique, qui se poursuit après la guerre dans des films tels que Fighter Squadron (1948) avec Edmond O'Brien, Ainsi sont les femmes (1948) qui met en vedette Wallace Beery et Elizabeth Taylor, ou le film d'aventures Bwana Devil (1952), considéré comme le premier long métrage en 3D couleurs américain.
Stack apparaît ensuite aux côtés de John Wayne dans Écrit dans le ciel (1954), jouant le pilote d'un avion de ligne qui vit une situation de stress à la suite d'une panne de moteur. Il est ensuite nommé pour un Oscar du meilleur second rôle pour Écrit sur du vent (1956), réalisé par Douglas Sirk. Il a estimé que la principale raison pour laquelle il a perdu l'Oscar, revenu à Anthony Quinn, était que la 20th Century Fox, qui l'avait prêté à Universal-International, avait organisé un vote en bloc contre lui pour empêcher un de ses acteurs sous contrat de remporter un Oscar, tout en travaillant dans un autre studio.
Il devient mondialement célèbre en incarnant Eliot Ness dans la série télévisée américaine Les Incorruptibles (1959-1963), qui évoque la guerre impitoyable, pendant la Prohibition, à Chicago, entre les gangsters et l'équipe spéciale d'agents fédéraux qui cherche notamment à confondre et arrêter le célèbre criminel Al Capone. Le rôle vaut à Robert Stack l'Emmy Award du meilleur acteur en 1960.
Il a également joué dans trois autres séries dramatiques, alternant dans le rôle principal avec Tony Franciosa et Gene Barry dans les somptueuses séries Les Règles du Jeu (1968 à 1971), Section Contre-enquête (1976) et Strike Force (1981).
Dans Les Règles du Jeu, il jouait un ancien agent fédéral devenu journaliste d'investigation, rappelant à la mémoire son rôle en tant qu'Eliot Ness. Dans Most Wanted et dans Strike Force, il jouait un capitaine de police dur et incorruptible commandant une unité d'élite des enquêteurs spéciaux, qui évoquait également le rôle de Ness.
Finalement, il reprend le rôle en 1991 dans un film de télévision, Le Retour d'Eliot Ness.
Il a parodié son propre personnage dans des comédies telles que 1941 (1979), Y a-t-il un pilote dans l'avion ? (1980), Caddyshack II (1988), Beavis et Butt-Head se font l'Amérique (1996) et BASEketball (1998). Il a également prêté sa voix pour le personnage Ultra Magnus dans La Guerre des robots (1986). Il est aussi apparu dans la mini-série de télévision Les Dessous d'Hollywood en 1985, ainsi que dans plusieurs épisodes du soap opera Falcon Crest en 1986.
Il a commencé à présenter Unsolved Mysteries en 1987. Il avait une très haute idée de la nature interactive de l'émission, disant qu'elle créait une relation « symbiotique » entre le spectateur et le programme, et que la hotline était un excellent outil d'aide à la résolution des crimes. Unsolved Mysteries a été diffusé de 1987 à 2002, d'abord sous la forme d'émissions spéciales en 1987 (avant son arrivée, Raymond Burr et Karl Malden l'ont précédé à la présentation), puis d'une émission régulière sur NBC (1988-1997), CBS (1997-1999) et enfin Lifetime (2001–02). Stack a été l'animateur de l'émission pendant toute la durée de la série originale.
En 1991, Stack prête sa voix au lieutenant de police Littleboy, principal protagoniste et narrateur dans The Real Story of Baa Black Sheep.
Pendant une brève période entre 2001-2002, il prête également sa voix à Stoat Muldoon, un personnage figurant dans la série télévisée d'animation par ordinateur Butt-Ugly Martians sur la chaîne Nickelodeon.
En 1996, une Golden Palm Stars lui est consacrée sur le Palm Springs Walk of Stars (en), à Palm Springs, en Californie.

### Vie personnelle
Stack a été marié à l'actrice Rosemarie Bowe (en) de 1956 jusqu'à sa mort.

### Mort
Après avoir subi une radiothérapie pour un cancer de la prostate en octobre 2002, il meurt finalement d'une crise cardiaque le 14 mai 2003.
Il est enterré dans le Westwood Village Memorial Park Cemetery, à Westwood, en Californie.

## Filmographie
- 1939 : Premier Amour (First Love) de Henry Koster : Ted Drake
- 1940 : A Little Bit of Heaven d'Andrew Marton : Bob Terry
- 1940 : La Tempête qui tue (The Mortal Storm) de Frank Borzage : Otto Von Rohn
- 1941 : Badlands of Dakota (en) d'Alfred E. Green : Jim Holliday

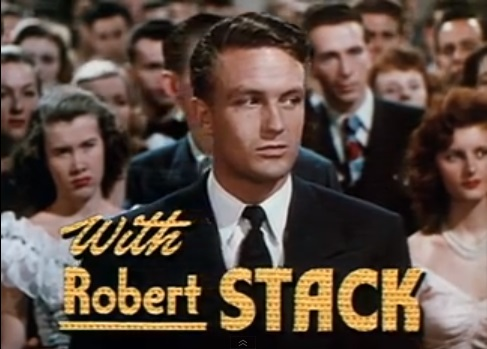
Dans Ainsi sont les femmes (1948)

- 1942 : L'Escadrille des aigles (Eagle Squadron) d'Arthur Lubin : Chuck S. Brewer
- 1942 : Régime de terreur (Men of Texas) de Ray Enright : Barry Conovan
- 1942 : Jeux dangereux (To Be or Not to Be) d'Ernst Lubitsch : Lieutenant Stanislav Sobinski
- 1948 : Ainsi sont les femmes (A date with Judy) de Richard Thorpe : Stephen I. Andrews
- 1948 : Les Géants du ciel (Fighter Squadron) de Raoul Walsh : Capitaine Stuart L. Hamilton
- 1948 : La Chasse aux millions (Miss Tatlock’s Millions)
- 1951 : My Outlaw Brother d'Elliott Nugent : Patrick O'Moore
- 1951 : La Dame et le Toréador (The Bullfighter and the Lady) de Budd Boetticher : Johnny Regan
- 1952 : Bwana Devil d'Arch Oboler : Bob Hayward
- 1953 : Sabre Jet de Louis King : Colonel Gil Manton
- 1953 : La Loi du scalp (War Paint) de Lesley Selander : Lieutenant Billings
- 1953 : Conquest of Cochise de William Castle : Major Tom Burke
- 1954 : The Iron Glove (Le Gant de Fer) de William Castle : Charles Wogan
- 1954 : Écrit dans le ciel (The High and the Mighty) de William A. Wellman : John Sullivan

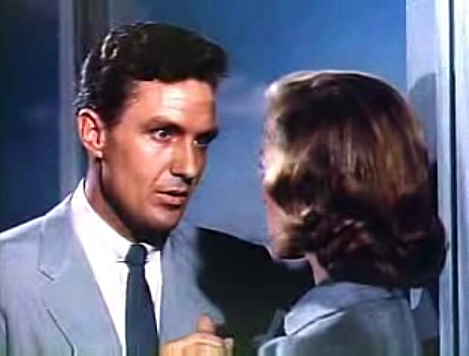
Dans Écrit sur du vent (1956)

- 1955 : La Maison de bambou (House of Bamboo) de Samuel Fuller : Eddie Kenner
- 1955 : Good morning, Miss Dove de Henry Koster : Docteur Tommy Baker
- 1956 : L'Or et l'Amour (Great Day in the morning) de Jacques Tourneur : Owen Pentecost
- 1956 : Écrit sur du vent (Written on the Wind) de Douglas Sirk : Kyle Hadley
- 1957 : La Ronde de l'aube (The Tarnished angels) de Douglas Sirk : Roger Shumann
- 1959 - 1963 : Les Incorruptibles (The Untouchables) (Série TV) : Eliot Ness
- 1959 : John Paul Jones, maître des mers (John Paul Jones) de John Farrow : John Paul Jones
- 1960 : Panique à bord (The Last Voyage) d'Andrew L. Stone : Cliff Henderson
- 1963 : La Cage aux femmes (The Caretakers) de Hall Bartlett : Docteur Donovan MacLeod
- 1965 : Paris brûle-t-il ? de René Clément : Général de brigade Wm L. Sibert
- 1967 : Le Soleil des voyous de Jean Delannoy : Jim Beckley
- 1967 : Les Corrompus de Franck Winterstein : Cliff Wilder
- 1968 : Les Règles du jeu (The Name of the Game) (série TV) : Dan Farrell
- 1970 : L'Histoire d'une femme (Storia di una donna) de Leonardo Bercovici : David Frasier
- 1975 : Terreur sur le Queen Mary (Adventures of the Queen) de David Lowell Rich : Capitaine James Morgan
- 1976-1977 : Section contre enquête (Most Wanted) (série TV) : Linc Evers
- 1978 : Un second souffle de Gérard Blain : François Davis
- 1979 : 1941 de Steven Spielberg : Général Joseph W. Stilwell
- 1980 : Y a-t-il un pilote dans l'avion ? (Airplane flying high) de David Zucker : Capitaine Rex Kramer
- 1983 : Retour vers l'enfer (Uncommon valor) de Ted Kotcheff : MacGregor
- 1985 : Les Dessous d'Hollywood (Hollywood Wives) : George Lancaster

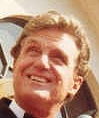
Robert Stack en 1988

- 1986 : Big Trouble de John Cassavetes : Winslow
- 1986 : La Guerre des robots (The Transformers: The Movie) de Jim Graziano : Voix d'Ultra Magnus
- 1987 : Perry Mason: Le mauvais esprit.
- 1988 : Le Golf en folie 2 (Caddyshack II) d'Allan Arkush : Chandler Young
- 1989 : Joe contre le volcan (Joe versus the volcano) de John Patrick Shanley : Docteur Ellison
- 1996 : Beavis et Butt-Head se font l'Amérique (Beavis and Butt-Head do America) de Mike Judge : voix de l'agent Flemming
- 1998 : Baseketball de David Zucker
- 1999 : From Russia to Hollywood: The 100-Year Odissey of Chekhov and Shdanoff de Frederick Keeve
- 2001 : La Cour de récré : Vive les vacances ! (Recess : school's out) de Chuck Sheetz : voix du général

## Voix françaises

### En France
| - Jacques Deschamps dans : - Les Incorruptibles (série télévisée) - Les Corrompus - Les Règles du jeu (série télévisée) - 1941 - Y a-t-il un pilote dans l'avion ? - Retour vers l'enfer - Les Dessous d'Hollywood (série télévisée) - Falcon Crest (série télévisée) - Joe contre le volcan - Beavis et Butt-Head se font l'Amérique - Baseketball | - Marc Cassot dans : - La Ronde de l'aube - Les Incorruptibles (série télévisée - épisode Pilote puis épisode 19 de la saison 1) - Panique à bord et aussi - Jean Guinet dans Jeux dangereux - Roland Ménard dans Écrit dans le ciel - Jean-Claude Michel dans La Maison de Bambou - Michel André dans Écrit sur du vent - Jacques Beauchey dans Paris brûle-t-il ? - Tola Koukoui dans Retour vers l'enfer - François Leccia dans La Guerre des robots (voix) - Marcel Guido dans Le Golf en folie 2 |